# تشاك كولز
تشاك كولز هو موسيقي كندي، ولد في 20 مارس 1980 في أوشاوا في كندا.